# Julio Ramón Ribeyro
Julio Ramón Ribeyro Zúñiga (Lima, 31 d'agost de 1929 − Lima, 4 de desembre de 1994) fou un escriptor peruà, considerat un dels millors contistes de la literatura llatinoamericana. La seva obra ha estat traduïda a l'anglès, francès, alemany, italià, holandès i polonès. Va tenir èxit també en altres gèneres: novel·la, assaig, teatre, diari i aforisme. L'any de la seva mort va guanyar el reconegut Premi de Literatura Llatinoamericana i del Carib Juan Rulfo. Les seves principals influències són els contistes del segle xix com Edgar Allan Poe, Anton Txékhov i Guy de Maupassant.

## Lima (1929-1994)
Va néixer a Lima i va ser fill de Julio Ribeyro i Mercedes Zúñiga. Va ser el primer de quatre germans (un home i dues dones). En la seva infantesa va viure a Santa Beatriz, un barri de classe mitjana de Lima i després es va mudar a Miraflores. La seva educació escolar la va rebre a l'escola Champagnat de Miraflores. La mort del seu pare el va afectar molt i va complicar la situació econòmica de la seva família.
Posteriorment, va estudiar Lletres i Dret a la Pontifícia Universitat Catòlica del Perú, entre els anys 1946-1952, on va coincidir amb Pablo Macer i Alberto Escobar, entre altres joves amb interessos intel·lectuals i artístiques. Va iniciar la seva carrera com a escriptor amb el conte La vida gris que va publicar a la revista Correu Bolivarià, el 1948. El 1952 va guanyar una beca de periodisme gràcies a l'Institut de Cultura Hispànica, que li va permetre viatjar a Espanya i, posteriorment, a França, Bèlgica, Polònia, Itàlia i Alemanya.

## Primer viatge a Europa (1952-1958)
Viatja amb vaixell a Barcelona i d'aquí a Madrid, on roman un any i fa estudis a la Universitat Complutense d'aquesta ciutat. També escriu alguns contes i articles. El 1953, es trasllada a París, on segueix alguns cursos a La Sorbona i escriu el seu primer llibre "Els gallinassa sense plomes", considerat un dels seus més bells escrits. Entre 1955 i 1956, roman un any a Múnic, on escriurà la seva primera novel·la "Crònica de Sant Gabriel". Torna a París i després viatja a Anvers, on treballa en una fàbrica de productes fotogràfics. El 1958, torna a Alemanya i roman un temps a Berlín, Hamburg i Frankfurt del Main. Durant la seva estada europea va realitzar molts oficis per sobreviure com reciclador de diaris vells, conserge, carregador de paquets al metro, venedor de productes d'impremta, etc. Torna a Lima el 1958. I treballa com a professor a la Universitat Nacional de San Cristóbal de Huamanga, a Ayacucho.

## Retorn a Europa (1960)
El 1960 va migrar a París, on va treballar en la France Press, i després com a consultor cultural i ambaixador de la UNESCO.
Es va casar amb Alida Xai i van tenir un únic fill. El 1973 es va operar per primera vegada d'un càncer pulmonar (la cigarreta va arribar a ser una de les seves debilitats), malaltia per la qual cosa seguiria un llarg tractament. A causa d'aquest motiu, va escriure un llibre titulat "Només per a fumadors".

## Balanç de la seva obra i últims anys
El conjunt dels seus contes es troba reunit en el llibre La paraula del mut, que va anar ampliant al llarg de la seva carrera i suma quatre volums. Entre els seus contes més cèlebres figuren "Els gallinassa sense plomes", "Alienació", "El Doblatge" i "Silvio al Rosedal".
Amb les seves obres, aparegudes a partir de la dècada de 1950, el Realisme Urbà arriba al seu desenvolupament ple al Perú, i s'obre camí per les obres dels autor del boom llatinoamericà com Mario Vargas Llosa i Alfredo Bryce Echenique. Ribeyro, però, va preferir viure allunyat de l'anomenat Boom.
Narrats amb un estil senzill i irònic, els personatges de les seves històries, sovint, pertanyents a la classe mitjana establerta o la classe baixa ascendent, es troben davant de situacions de trencament i fracàs, normalment davant petites tragèdies personals o quotidianes que s'articulen amb els discursos en constant pugna: el racisme, els retards d'una Lima colonial anquilosada, la migració camp-ciutat, així com amb sentiments en particular com ho són la soledat i el fracàs.
Generós amb els seus amics i amb escriptors joves, Ribeyro mai va tenir enemics i va ser sempre molt valorat pels seus contemporanis. Després de ser confirmat com a ambaixador davant UNESCO a finals dels anys 1980, va ser injustament atacat pel seu compatriota i amic Mario Vargas Llosa en les seves memòries "El peix a l'aigua". No obstant això, Vargas Llosa ha lloat incessantment l'obra literària de Ribeyro. La relació entre els dos autors, que van compartir pis a París, és complexa i plena de misteris. Ribeyro va ser així mateix un autor prolix. Va escriure obres tant en conte, novel·la, teatre, autobiografia, i nombroses obres sense classificació. Per això és considerat un dels escriptors més importants i llegits del Perú i Llatinoamèrica. Ribeyro, va morir el 4 de desembre de 1994, dies després d'obtenir el Premi de Literatura Llatinoamericana i del Carib Juan Rulfo.